# Carex lobulirostris
Carex lobulirostris är en halvgräsart som beskrevs av Solomon Salomon Thomas Nicolai Drejer. Carex lobulirostris ingår i släktet starrar, och familjen halvgräs.
Artens utbredningsområde är Sri Lanka. Inga underarter finns listade i Catalogue of Life.